# Станислав Винавер
Станислав Винавер (Шабац, 1. март 1891 — Нишка Бања, 1. август 1955) био је српски песник, књижевни критичар и преводилац.

## Биографија
Винавер је рођен у угледној јеврејској породици. Отац Аврам Јосиф Винавер био је лекар, а мајка Ружа пијанисткиња. Основну школу завршио је у Шапцу. Гимназијско образовање ја започео у Шабачкој гимназији из које је избачен јер није желео да се учлани у Видовданско коло. Због тога је школовање наставио у Београду, а на париској Сорбони студирао је математику и физику. Дипломирао је на Универзитету у Београду 1930. године. Већ тада постао је следбеник филозофских идеја Анрија Бергсона, а 1911. објавио збирку симболистичке поезије „Мјећа“.

### Балкански и Први светски рат
Школовање је привремено прекинуо да би учествовао у балканским ратовима и Првом светском рату као добровољац, један од 1300 каплара. Био је поручник у славном Ђачком батаљону, прешао је голготу повлачења преко Албаније и на Крфу се ангажовао као уредник Српских новина и радио као службеник Државног пресбироа.

### Дипломата и новинар
Године 1916, упућен је на информативно-дипломатске послове у Француску и Велику Британију, а потом и у Петроград, као члан српске дипломатске мисије баш у време револуције. По повратку из Русије одржао је једно јавно предавање о Октобарској револуцији у Касини на основу којег је публика стекла утисак да није жалио судбину царске Русије и да није био противник револуционарних превирања. Због тога су га многи означили за левичара и та етикета му је остала у београдским круговима до 1925. године.
По окончању рата, кратко је запослен у Министарству просвете, а потом се немирни и разбарушени дух посветио новинарству и књижевности као припадник шаролике групе младих и нових модернистичких српских књижевника (Милош Црњански, Драгиша Васић, Растко Петровић, Љубомир Мицић, Раде Драинац, Велибор Глигорић, Марко Ристић).
Званично је постао члан Југословенског новинарског удружења 20. новембра 1920. године. Радио је као сарадник листова "Политика", "Република", "Време" и других. Писао је као стални критичар за „Време“ и радио као специјални дописник тог листа у Бугарској, Немачкој, Аустрији, Швајцарској и Совјетском Савезу. Једном приликом написао је за Стевана Христића „Г. Христић размахан палицом као какав саобраћајни позорник“ и за то је осуђен на три дана затвора и хиљаду динара глобе 1926. године. Почетком 1927 године био је један од уредника листа "Време" и потпредседник Београдске секције Југословенског новинарског удружења.
Нинко Перић, преузевши ресор Министарства иностраних дела Краљевине Срба, Хрвата и Словенаца крајем децембра 1926, запослио је Станислава Винавера као дневничара-дописника у Одељењу за штампу Министарства иностраних дела, почетком јануара 1927. године. На тај начин је желео да се одужи његовим родитељима, др Авраму-Јосифу и Ружи Винавер, који су показали посебну бригу да би спасили живот Нинку Перићу док је боловао од пегавог тифуса 1914. године. Првобитно је било планирано да га поставе за дописника Одељења за штампу при Посланству у Берлину, али је привремено задржан на раду у Министарству, а потом премештен за дописника Одељења за штампу при Посланству у Берну, фебруара 1927. године. Један од првих задатака са којима се суочио у Швајцарској била је добро организована бугарска пропаганда коју је предводио ВМРО у циљу борбе за права бугарске мањине у Македонији и другим крајевима Краљевине СХС. Станислав Винавер је уложио велику енергију и показао знатну иницијативу у раду, дневно пишући разним редакцијама и истакнутим појединцима лична писма у којима је побијао наводе бугарске пропаганде.
И поред посвећености стручним пословима, убрзо је дошао у сукоб са Јованом Т. Марковићем, бившим помоћником министра иностраних дела и тадашњим послаником у Берну, јер није желео да потпише двоструку документацију о закупу зграде за Посланство којим би био оштећен државни буџет.
Потом је послат на рад при Сталној делегацији при Друштву народа у Женеви, маја 1927. године. Константин Фотић, стални делегат и његов лични пријатељ, ценио је рад Станислава Винавера који је одлично владао француским, немачким и италијанским језиком, те је био у могућности не само да прати писање штампе већ и да директно комуницира са редакцијама и новинарима швајцарских листова. Међутим, управо су његово знање и умешност изазивали суревњивост дописника Одељења за штампу МИД при Сталној делегацији у Женеви Сретена Јакића. Поред тога, Јован Марковић није заборавио његову ранију непослушност и посредним путем је покушао да му отежа положај и рад у Швајцарској. Међутим, Константин Фотић је настојао да га заштити од свих интрига, високо ценећи његова знања, умешност, посвећеност послу и иницијативу у раду. После завођења Шестојануарског режима, провео је два месеца у Краљевини СХС, у јесен 1929, јер је желео да се лично упозна са новонасталом ситуацијом и обнови своје старе контакте, како би могао боље да одговори својим дужностима заступања југословенских теза пред швајцарском јавношћу.
У то време је одлучено да Станислав Винавер буде премештен у Немачку. Постављен је за аташеа за културу при Посланству у Берлину 29. октобра. 1929. године.
Са новим шефом, послаником у Берлину Живојином Балугџићем имао је одличне односе. Он је помагао дописницима Одељења за штампу МИД, а потом дописницима Централног пресбироа Председништва Министарског савета, у њиховим пропагандним, информационим и политичким пословима. Међутим, Станислав Винавер је убрзо дошао у сукоб са другим дописником у Берлину Омером Кајмаковићем услед непоштовања разграничења надлежности у послу. Њихове расправе су трајале од 1929. године, а кулминирале су физичким обрачуном 14. фебруара 1931. године. Инцидент је окончан премештајем Омера Кајмаковића из Берлина и додељивањем свих послова Станиславу Винаверу, када је и званично постављен за аташеа за штампу (дописника Централног пресбироа). На том положају је остао до 1934. године, посветивши велику пажњу одбрани Југославије од оштре критике немачке штампе у доба Вајмарске републике, а затим променама у политичком животу Немачке по доласку националсоцијалиста на власт.
Његове новинарске путописне репортаже реализоване између два светска рата садрже естетске интенције у жанру.
Убрзо по премештају у Београд, Станислав Винавер је постављен за шефа Публицистичког одсека Централног пресбироа. Овај посао је обављао до 1934. до 1938. године. По повратку у Југославију, био је и један од оснивача "Ошишаног јежа", децембра 1934. године. Пошто је његов заштитник Коста Луковић био у немилости после Марсејског атентата и Станислав Винавер се нашао на удару шефа Централног пресбироа Теофила Ђуровића, који је желео да га отпусти из државне службе. Ипак, пад владе Богољуба Д. Јевтића и формирање владе Милана Стојадиновића су му побољшали позиције. Са новим председником владе и министром иностраних послова, Винавер је успоставио присне односе, и чак му писао неке од његових говора. Управо због блиских односа са Стојадиновићем, Станислав Винавер је пензионисан у време владе Драгише Цветковића. Приликом посете француског министра спољних послова Ивона Делбоса Југославији 1937. године, Винавер је одликован IV степеном ордена Легије части.

### Експресиониста
Песник и есејиста Винавер, јавља се као утемељивач експресионистичког покрета (написао је „Манифест експресионистичке школе“), најоштрије се залажући за раскид с традиционалним уметничким изразом и оспоравајући дотадашње „патриотске и десетерачке каноне“ које су били поставили дотад неприкосновени књижевни критичари Јован Скерлић и Богдан Поповић.

### Други светски рат
Током Априлског рата заробљен је као резервни капетан I класе и остатак Другог светског рата је провео у заробљеништву у немачком логору Оснабрик.

### Оснивач Модерне и луцидни преводилац
Винавер је још далеке 1911. у Паризу написао „Мјећу“ којом је започео превазилажење српске модерне. Пародијске песме попут „Евдоксије“ субверзивног су карактера и суштински су почетак српске авангарде. Европска и српска авангарда отуда су савремене у предратном смислу. Винавер је први превео Хашековог „Доброг војника Швејка“, Раблеовог „Гаргантуу и Пантагруела“, Керолову „Алису у земљи чуда“, Твенове „Доживљаје Тома Сојера“ имајући прилике да се сретне са елементима пародије у књижевности.

### Послератна активност
Последње године (1945—1955) провео је у Београду радећи као професионални књижевник, сатиричар и преводилац са француског, енглеског, руског, чешког, пољског и немачког језика. Његови специфични преводи, у којима је зарад преношења најдубљег смисла и тумачења превођеног текста видљиво одступао од оригинала, понекад су чак наилазили на одбијање издавача, али су и данас остали ненадмашни, скоро као посебна књижевна дела.
На пољу сатире Винаверове пародије одликују се бескрајно духовитим обртима, свежином израза и префињеним осећајем за гротеску, што је посебно дошло до изражаја у „Пантологијама новије српске пеленгирике“ (1920, 1922. и 1938), које су заправо пародијски пандан „Антологији новије српске лирике“ Богдана Поповића.
Потписивао се псеудонимима Трајко Ћирић (у Веселим новинама), Чика Сташа, Џим Дим Пресни, Професор Свезнанов.
У овој последњој књизи, за коју је Винавер водио велику битку и за живота није могао да нађе издавача, аутор је полемичким мајсторством до врхунца довео своје критике српског културног медиокритетства и митоманства. Иако је показао да се може бити модеран у контексту националне културе, он је и после тога још пола века остао несхваћен, потискиван и прећуткиван, па су „Заноси“ поново штампани тек 2006. године.
У књизи на скоро 600 страна есеја о великом песнику, Винавер је успео да ослика комплетно духовно и уметничко наслеђе српске књижевности, културе, митологије, државности и да напише не само монографију о Лази Костићу, већ и аутопоетичко дело, које спаја интелектуално-уметничку радозналост, енциклопедијску обавештеност и аутентични дух.
„Заноси и пркоси“ садрже, наиме, комплетну Костићеву биографију и његова дела, историјски контекст у коме су настајала и белешке о његовим савременицима, али је Винавер писао и о музици, проблемима стиха, посебно десетерца, трохеја и хексаметра, о језичким могућностима, мелодији језика и о модерној поезији уопште.
Умро је у Нишкој Бањи, 1. августа 1955. године. Његовој сахрани на Новом гробљу у Београду су присуствовали Вељко Петровић, Иво Андрић, Милан Богдановић и др. Имао је два сина Вука, рођеног у Берну 1927, и Константина, рођеног у Берлину 1930. године. Старији син, по професији историчар, био је попут свог оца познат као полиглота. Млађи син, пијаниста, музиколог и оперски драматург, је добио име по добром пријатељу његовог оца Константину Фотићу.

## Наслеђе
Ребека Вест је у свом путопису Црно јагње и сиви соко духовито описала своје сукобе са женом Станислава Винавера. Станислав и његова жена су им били пратиоци на многим путовањима по Југославији, али је константна нетрпељивост довела до тога да наставе пут без њих. У путопису господин и госпођа Винавер нису наведени под својим правим именима, а госпођа Винавер је приказана као нациста, расиста, немачки националиста...
У Шапцу постоји трг ко је посвећен Винаверу.

## Дела
- Мјећа - Београд 1911,
- Приче које су изгубиле равнотежу - Београд 1913,
- „Мисли“ (1913),
- Варош злих волшебника - Београд 1920,
- Пантологија новије српске пеленгирике - Београд 1920.
- Громобран свемира - Београд 1921,
- Нова пантологија пеленгирике - Београд 1922,
- Чувари света - Београд 1926,
- Гоч гори, једна југословенска симфонија - Београд 1927,
- Шабац и његове традиције - Београд 1935,
- Чардак ни на небу ни на земљи - Београд 1938,
- Момчило Настасијевић - Београд 1938,
- „Икаров лет“ (1937),
- Најновија пантологија српске и југословенске пеленгирике - Београд 1938,
- Живи оквири - Београд 1938,
- Ратни другови - Београд 1939,
- Године понижења и борбе, живот у немачким „офлазима“ - Београд 1945,
- Европска ноћ - Београд 1952,
- „Језик наш насушни“ (1952) и као најзначајнији његовог рад на тему о српском језику
- Надграматика - Београд 1963,
- Заноси и пркоси Лазе Костића - Нови Сад 1963